# Sheykhān Gafsheh
Sheykhān Gafsheh (persiska: شیخان گفشه) är en del av en befolkad plats i Iran.   Den ligger i provinsen Gilan, i den norra delen av landet, 230 km nordväst om huvudstaden Teheran. Antalet invånare är 587.
Terrängen runt Sheykhān Gafsheh är mycket platt. Runt Sheykhān Gafsheh är det ganska tätbefolkat, med 155 invånare per kvadratkilometer. Närmaste större samhälle är Khoshk-e Bījār, 7,8 km väster om Sheykhān Gafsheh. Trakten runt Sheykhān Gafsheh består till största delen av jordbruksmark.